# Kemiri Timur
Kemiri Timur is een bestuurslaag in het regentschap Batang van de provincie Midden-Java, Indonesië. Kemiri Timur telt 3503 inwoners (volkstelling 2010).